# Skæbnefortælling
En skæbnefortælling er en romangenre, hvor man som læser lige fra starten får spor, der peger i retning af-eller giver vished for- hvordan hovedpersonens skæbne vil forme sig bliver. Dette ved hovedpersonen ikke, og man følger ham/hende hele tiden gennem bogen i håb om at hans skæbne bliver anderledes.

## Historisk udvikling

### De klassiske værker
I de græske skæbnefortællinger, hvor den tidligst bevarede er Homers Odysseen, er skæbnen et udtryk for gudernes vilje. Denne udtrykker sig ofte i en spådom, som hovedpersonen forsøger at gøre sig fri af. Disse fortællinger tager hyppigt form af myter, og pointen er som regel, at det er umuligt at undgå sin skæbne. Også de klassiske romerske forfattere, f.eks. Marcus Tullius Cicero troede på skæbnesbestemte livsforløb.

### Folkeviser
Middelalderens folkeviser udtrykker skæbnetro. Det kan være en forbandelse eller et brudt løfte, der udløser den onde skæbne, som det fx er tilfældet i folkevisen Germand Gladensvend, hvor den unge dronning uforvarende kommer til at love sit ufødte barn væk til en gam. 

### Moderne litteratur
I moderne litteratur er skæbnefortællinger af og til overraskende, fordi det lykkes hovedpersonen at undgå sin forudbestemte ulykke. I nogle tilfælde må han dog først angre en synd eller uretfærdighed, han har begået, i andre må han overvinde sine fordomme om en indbildt skæbne.